# 紅野敏郎
紅野 敏郎（こうの としろう、1922年6月19日 - 2010年10月1日）は、日本の日本文学研究者。専門は日本近代文学、特に白樺派の作家。早稲田大学名誉教授。息子は日本大学教授で日本文学研究者の紅野謙介。

## 来歴
兵庫県西宮市生まれ。中学卒業後は家業の醸造業に従事するが、1943年招集されてスマトラ島に出征する。敗戦後、1年あまりの捕虜生活を送る。1947年大東文化専門学校国文科に入学、1949年早稲田大学第一文学部国文学科に編入学。1952年、同大学卒業。1953年から1960年まで京華学園教諭を務め、1960年早稲田大学教育学部専任講師。1962年同助教授、1967年同教授。1992年定年退職、名誉教授。
日本近代文学館常務理事を務めた。1983年（昭和58年）には山梨県嘱託の「文学館構想策定懇話会」委員の一人となり、1991年（平成3年）には三好行雄の後任として山梨県立文学館の2代館長となる。山梨県立文学館では1993年（平成5年）刊行の『芥川龍之介資料集』の刊行にも携わり、1992年に開始された「やまなし文学賞」では実行委員長を務める。2005年3月には山梨県立文学館館長を退任し、後任は近藤信行が務めた。2006年、瑞宝中綬章受章。
2010年10月1日午後11時21分、肺炎のため東京都東村山市の病院で死去。88歳没。

## 人物
- 書誌学・文献学的方法を用いて、白樺派の作家などを中心に研究した[3]。
- 日本近代文学について厖大な量の論考があり、近代文学研究の泰斗とされる。
- 晩年の志賀直哉と交流を結んだことから、『日本近代文学大事典』や『志賀直哉全集』の校訂・編集を手がけた[3]。このほか多数の著作を残した。

## 著書
- 『展望戦後雑誌』河出書房新社, 1977
- 『本の散歩・文学史の森 1972-79』冬樹社, 1979
- 『文学史の園 1910年代』青英舎, 1980
- 『白樺の本 文学史の林』青英舎, 1982
- 『昭和文学の水脈』講談社, 1983
- 『読売新聞文芸欄細目』日外アソシエーツ, 1986
- 『近代日本文学誌 本・人・出版社』早稲田大学出版部, 1988
- 『近代文芸』1・2 放送大学教育振興会, 1988
- 『雑誌探索』朝日書林, 1992
- 『貫く棒の如きもの 白樺・文学館・早稲田』朝日書林, 1993
- 『大正期の文芸叢書』雄松堂出版, 1998
- 『文芸誌譚 その「雑」なる風景　一九一〇 - 一九三五年』雄松堂出版, 2000
- 『遺稿集連鎖 近代文学側面誌』雄松堂出版, 2002
- 『「学鐙」を読む』正・続　雄松堂書店, 2009

### 主な編著
- 『写真近代日本文学百年』小田切進 明治書院, 1967
- 『近代小説研究』佐藤勝・平岡敏夫 秀英出版, 1969
- 『近代文学史』全3巻 有斐閣選書, 1972
- 『国語科教育法演習』難波喜造・中村格 秀英出版, 1972
- 『現代小説研究』佐藤勝・平岡敏夫 秀英出版, 1973
- 『近代日本文学における中国像』村松定孝・吉田熈生 有斐閣, 1975
- 『展望戦後雑誌』河出書房新社, 1977
- 『岩野泡鳴書目』吉田公子 明治書院, 1979
- 『論考谷崎潤一郎』桜楓社, 1980
- 『資料谷崎潤一郎』千葉俊二 桜楓社, 1980
- 『有島武郎『或る女』を読む』青英舎, 1980
- 『近松秋江研究』編　学習研究社, 1980
- 『長谷川時雨 人と生涯』長谷川仁 ドメス出版, 1982
- 『リトルマガジンを読む』名著刊行会, 1982
- 『新感覚派の文学世界』名著刊行会, 1982
- 『相馬御風の人と文学』相馬文子 名著刊行会, 1982
- 『論考徳田秋声』桜楓社, 1982
- 『志賀直哉『暗夜行路』を読む』町田栄 青英舎, 1985
- 『論考田山花袋』桜楓社, 1986
- 『中川一政 いのち弾ける!』二玄社, 1996（入江観との共編）
- 『近代文芸雑誌稀少十誌』雄松堂出版, 2007